# Manuel Pardiñas Serrano
Manuel Pardina Sarrato, o Manuel Pardiñas Serrato, Pardinas Serrato y Pardiñas Serrano, (El Grado, Huesca, 1880 o 1886-Madrid, 12 de noviembre de 1912) fue un anarquista español, autor del asesinato del presidente del gobierno José Canalejas el 12 de noviembre de 1912.

## Biografía
Era hijo de Agustín Pardiñas Ferriz, carabinero licenciado, y de María Serrano. Estudió en la Escuela de Artes y Oficios y trabajó como pintor decorador en Zaragoza, San Sebastián, Biarritz y Bayona. Marchó, quizás para evitar el servicio militar, a Buenos Aires (de donde fue expulsado en 1909 a raíz del asesinato del coronel Ramón Lorenzo Falcón, jefe de policía de la capital federal, a manos del anarquista Simón Radowitzky), y vivió posteriormente en La Habana y en Tampa (Florida), antes de volver a Europa, donde residió unos meses en Francia antes del atentado contra José Canalejas.

## El asesinato de Canalejas
Tras haber despachado con el rey, el presidente del gobierno español, José Canalejas, paseaba la mañana del martes 12 de noviembre de 1912 por la madrileña Puerta del Sol, haciendo tiempo antes del Consejo de Ministros, que debía tener a mediodía, en el Ministerio de Gobernación. Tenía al parecer por costumbre parar ante el escaparate de la Librería San Martín. A las once y veinte, mientras contemplaba un mapa de la Primera Guerra de los Balcanes, que estaba en plena ebullición entonces, «un hombre rubio, con bigote, aspecto juvenil, barba rala, bien vestido» le disparó tres tiros a quemarropa con una pistola Browning de gran calibre, matándole en el acto. Uno de los agentes de policía que seguía, a cierta distancia, al presidente, se lanzó sobre Pardiñas quien, viéndose atrapado, se suicidó con el arma que llevaba. No obstante, investigaciones basadas en la inspección de los documentos gráficos que retratan el cuerpo sin vida de Pardiñas, afirman que las heridas presentes son incompatibles con la muerte por suicidio, ya que presenta dos impactos de bala en el cráneo y cualquiera de los dos le habría producido la muerte instantánea. Además se ha identificado el arma y según los datos técnicos, como el número de balas que alojaba como máximo, contrastado con los disparos que realizó Pardiñas, informan que hubiera necesitado disponer de nueva munición y recargar el arma, hechos que tampoco coinciden con la versión hasta ahora conocida. Igualmente estos estudios explican que existen muchos hechos confusos en el relato de la muerte de Canalejas, que también se refieren a las heridas que presentaba éste.

## Obras derivadas
En 1912 Enrique Blanco y Adelardo Fernández Arias realizaron un cortometraje semidocumental sobre su asesinato y entierro titulado "Asesinato y entierro de don José Canalejas", que fue la primera película interpretada por el actor José Isbert, con 26 años.